# Deserto di Błędów

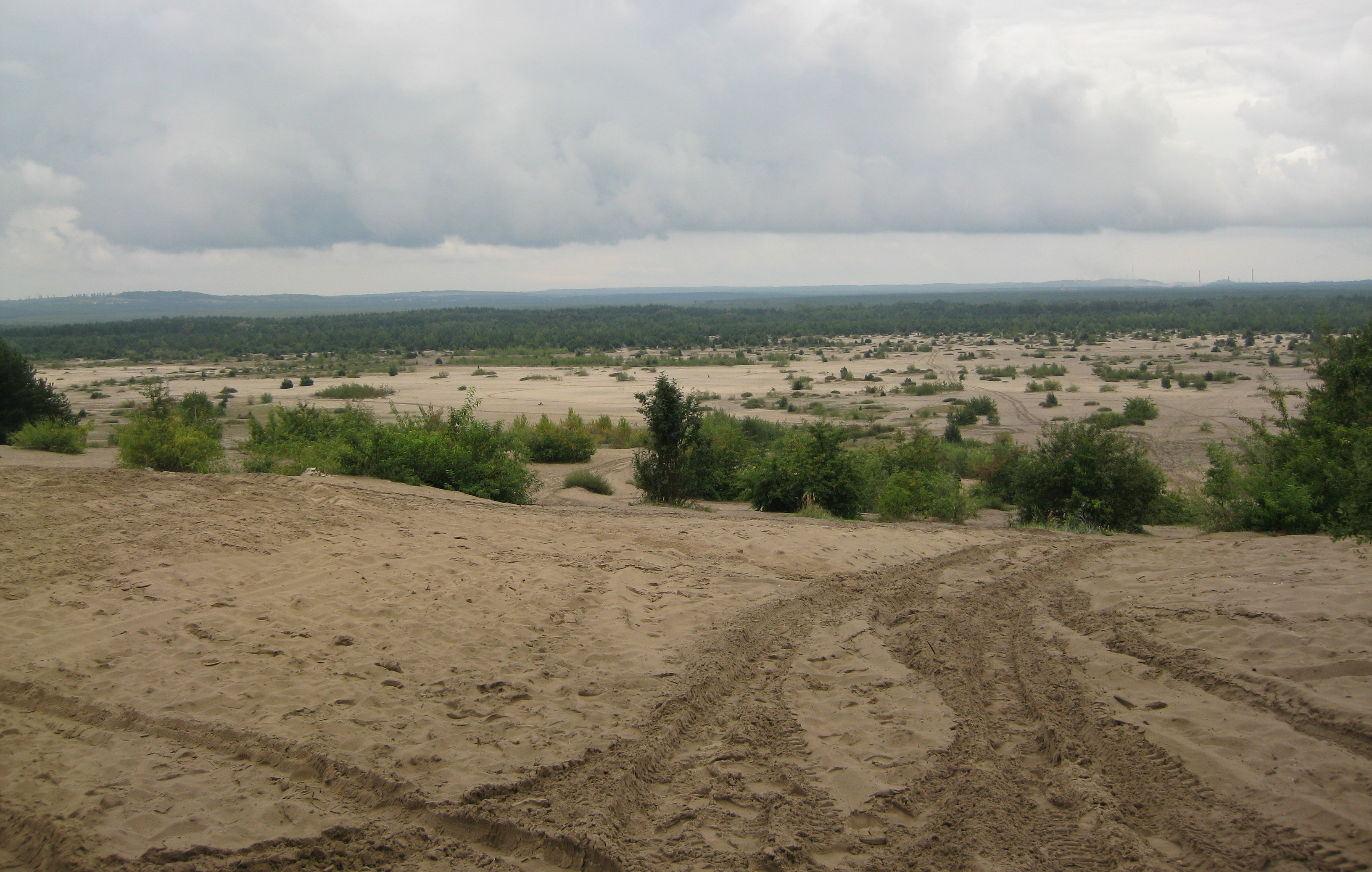
Deserto di Błędów

Il deserto di Błędów è un deserto che si estende per 33 chilometri quadrati nell'ampia distesa fra Dąbrowa Górnicza e Klucze, nel sud della Polonia, nel voivodato della Slesia e in quello della Piccola Polonia. Si trova sul fiume Biała Przemsza.